# Spectromètre RMN
Un spectromètre RMN est un instrument de mesure utilisé pour l'analyse par spectroscopie RMN (résonance magnétique nucléaire). Il existe à ce jour trois principaux constructeurs mondiaux : le japonais JEOL, l'américain Varian et l'allemand Bruker.

## Description

### L'aimant
Le spectromètre est principalement composé d'un électroaimant supraconducteur extrêmement puissant (jusqu'à plus de 22 teslas). Pour assurer la supraconductivité de l'aimant, celui-ci est plongé dans de l'hélium liquide et entouré d'un vase Dewar (l'équivalent d'une bouteille Thermos) pour l'isolation thermique. Afin de limiter l'évaporation de l'hélium, le tout est plongé dans un vase Dewar encore plus grand et rempli d'azote liquide. L'évaporation de l'hélium et de l'azote est mesurée et l'on rajoute de l'azote liquide environ chaque semaine.

#### Taille de l'aimant
La taille de l'aimant dépend exponentiellement :
- de la puissance de l'aimant ;
- du fait qu'il soit ultra-blindé ou pas.

Les spectromètres JEOL série ECZS 400 MHz sont destinés à l'analyse de routine et leurs consoles sont extrêmement compacts. Les spectromètres JEOL série ECZR utilisés pour la recherche avancée, possèdent une configuration flexible et extensive, se déclinant du 400 MHz au 800 MHz (photos ci-dessous).
L'équipe de recherche composée de chercheurs du NIMS, RIKEN, Kobe Steel et JEOL RESONANCE ont développé avec succès le premier système RMN équipé du champ magnétique le plus élevé au monde, 1020 MHz.
Les chercheurs espéraient depuis longtemps que l'utilisation de la technologie supraconductrice à haute température permettrait la production de champs magnétiques au-delà de 1000 MHz. Cependant, les supraconducteurs à haute température étant fragiles et difficiles à traiter, aucun groupe n’avait obtenu une utilisation efficace et pratique sur le long terme.
Ce système à très haut champ contribuera grandement à la recherche et aux développements dans divers domaines tels que la biologie structurale, la chimie analytique et l'ingénierie des matériaux. La RMN nécessite un champ magnétique d'une très grande précision et la technologie supraconductrice à haute température qui s’est améliorée au cours du développement de la RMN sera applicable à bien d’autres systèmes de haute technologie tels que l'IRM (imagerie par résonance magnétique), la fusion nucléaire, les trains à moteur linéaire et les câbles d'alimentation supraconducteurs.

Les spectromètres Bruker UltraShield de 300 MHz et 400 MHz mesurent environ 1,80 m de haut. Un appareil de 500 MHz équivalent mesure 30-40 cm de plus. Les spectromètres de 700 ou 900 MHz sont, en revanche, bien plus imposants (photos ci-dessous).

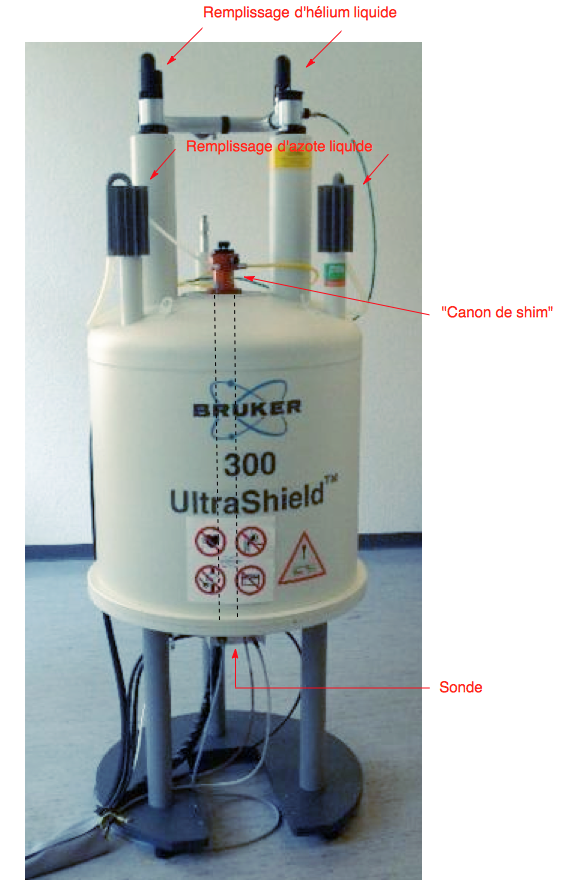
Spectromètre en 300 MHz en (c'est-à-dire ultra-blindé).

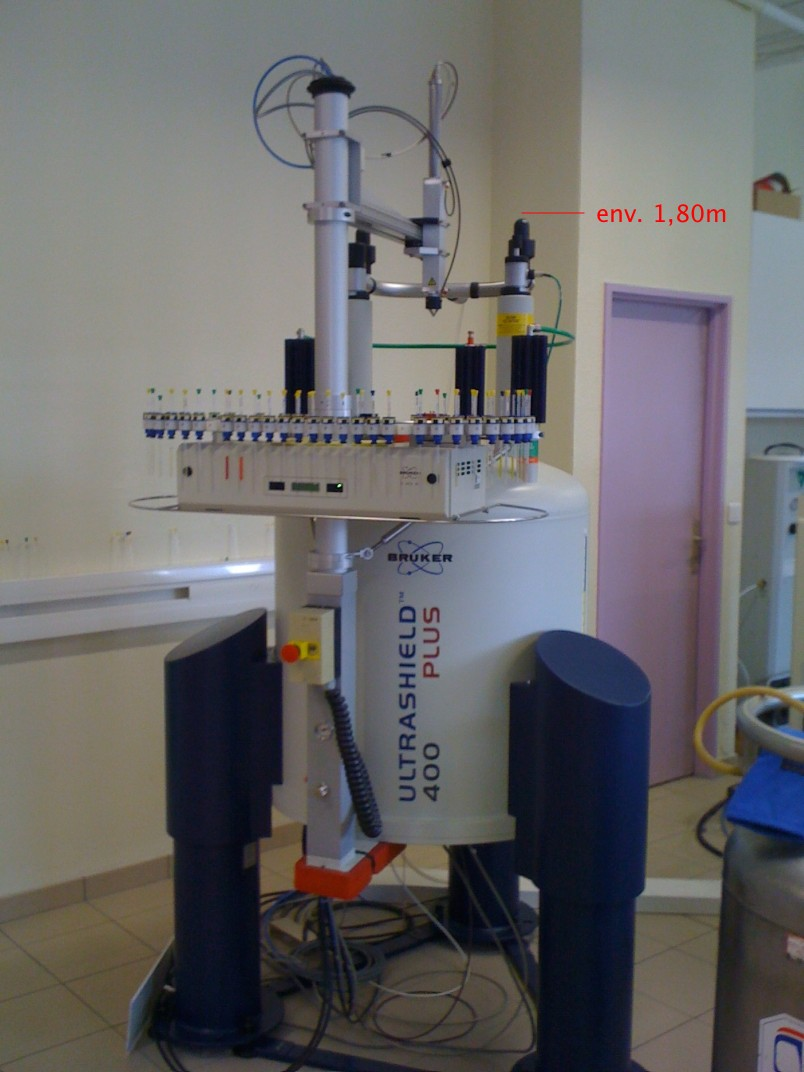
Bruker 400 UltraShield Plus avec passeur d'échantillons.
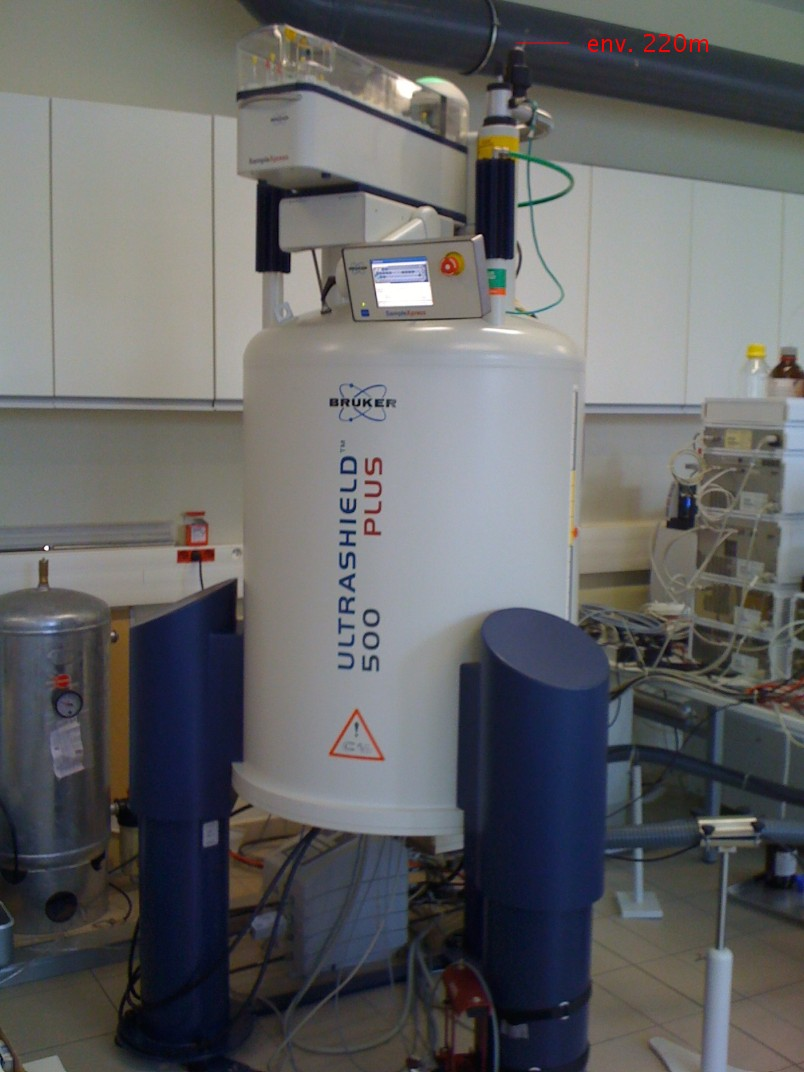
Bruker 500 UltraShield Plus avec passeur d'échantillons.
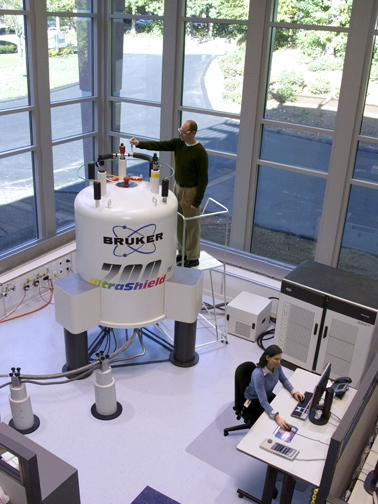
Bruker 700 MHz.
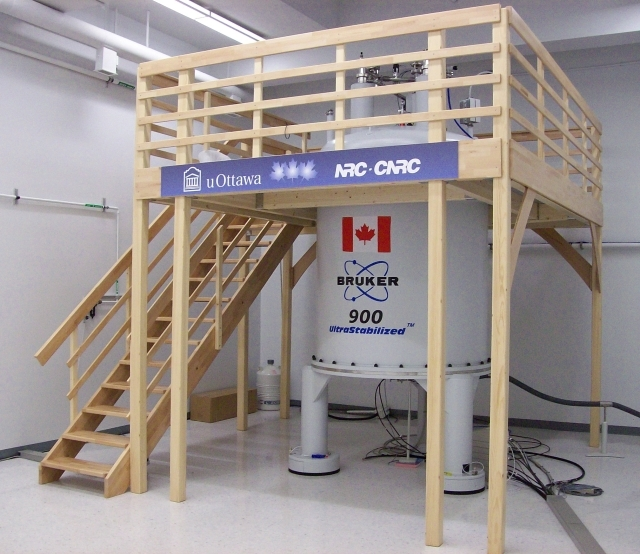
Bruker 900 MHz.

#### Ligne des 5 gauss
Les anciens spectromètres utilisaient un seul aimant. Le champ magnétique pouvait donc s'étendre à volonté et l'on marquait au sol, avec du ruban adhésif coloré, la « ligne des 5 gauss » à partir de laquelle on n'est plus exposé qu'à 10 fois le champ magnétique terrestre. Les spectromètres étaient même généralement entourés d'une barrière en bois et d'une chaîne en plastique rouge et blanche pour éviter que l'on ne s'approche trop près du spectromètre avec des éléments métalliques, et surtout ferromagnétiques (fer, cobalt, nickel) qui pourraient être attirés par l'aimant. Selon les spectromètres, on utilise encore parfois le marquage au sol et une barrière. Réciproquement, la présence d'un élément mouvant dans le champ provoquait une perturbation du champ magnétique pendant une expérience de RMN. Cet état de fait empêchait de placer des spectromètres proches les uns des autres.
À l'intérieur de la ligne des 5 gauss, la piste magnétique d'une carte bancaire peut être effacée, les montres mécaniques magnétisées, les pacemakers déréglés et tout objet ferromagnétique peut se transformer en projectile.
Les spectromètres récents, comme celui présent sur l'image ci-contre, possèdent d'autres aimants dont le rôle est de limiter la propagation du champ magnétique principal. Ils s'opposent au champ magnétique principal à la surface du spectromètre. Ceci permet notamment de rapprocher les spectromètres d'autres matériels qui normalement, gêneraient leur fonctionnement.
Voici quelques valeurs typiques de la distance radiale en mètres entre le centre de l'aimant et la ligne des 5 gauss selon la puissance de l'aimant et son blindage.
| Spectromètre   | Sans blindage | UltraShield | UltraShield Plus |
| -------------- | ------------- | ----------- | ---------------- |
| Bruker 400 MHz | 2,50          | 1,00        | 0,50             |
| Bruker 600 MHz | –             | 1,80        | 0,70             |
| Bruker 800 MHz | 6,10          | 2,20        | –                |
| Bruker 900 MHz | 7,80          | –           | –                |

#### Quenchagede l'aimant

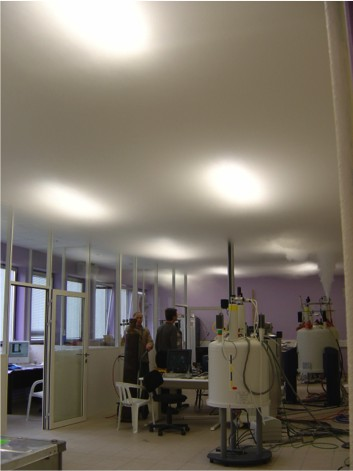
Quenchage d'un aimant RMN à 400 MHz

Le quenchage (de l'anglais to quench, éteindre) de l'aimant, contrairement à ce que suggère sa traduction française « extinction », est une condition d'alerte maximale. Il s'agit d'une surchauffe de l'aimant supraconducteur avec une évaporation massive d'hélium et un risque de détruire définitivement l'aimant. Il n'y a pas grand chose à faire si ce n'est alimenter l'aimant en hélium liquide et en azote liquide.
Comme le montre la photo ci-contre, un jet de vapeur d'hélium jaillit du spectromètre (on voit en fait la vapeur d'eau condensée à cause de la baisse de la température) et forme un nuage juste en-dessous du plafond.
Le quenchage est causé par l'apparition de bulles à la surface du conducteur de l'aimant supraconducteur. Dans la mesure où l'hélium gazeux (comme tous les gaz) est un mauvais conducteur de chaleur comparé à son équivalent liquide, le conducteur forme un point chaud. La bulle augmente de volume et se détache du conducteur mais le conducteur étant très chaud par rapport au liquide cryogénique, une nouvelle bulle se forme dès que le liquide entre en contact avec le point chaud. Tout cela se répète jusqu'à ce que :
- le liquide cryogénique arrive à refroidir le conducteur et la supraconductivité est rétablie ;
- la température du point chaud dépasse la température de fusion du conducteur. Dans ce cas, le conducteur fond, ce qui interrompt la source de chaleur... mais l'aimant est détruit.

### La sonde
La sonde est un tube métallique d'environ 60 cm de long renfermant toute l'électronique d'excitation et de détection des signaux. Son extrémité est un moulage en PTFE et dont les trous obliques permettent aux spinners de tourner sur eux-mêmes grâce à la présence d'air comprimé. Cette sonde est insérée par le bas du spectromètre et maintenue par des vis. Chaque sonde possède au moins 3 canaux de détection/excitation : le deutérium pour le lock, le proton et un noyau X. Ci-contre, une sonde 19F/1H. Cette sonde possède 3 canaux : 1H, 2H et 19F.

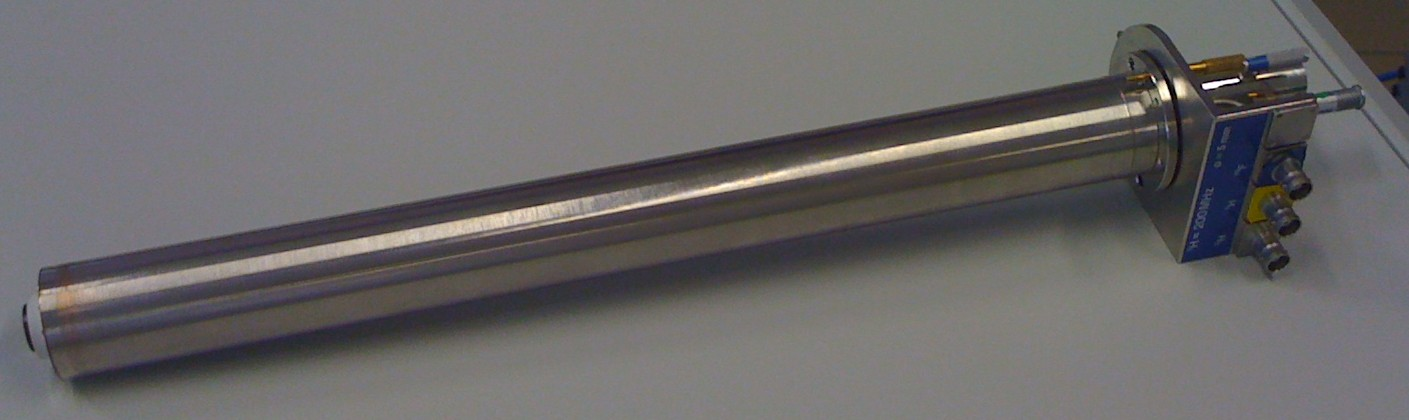
Photo d'une sonde DUAL ^{19}F/^{1}H 200 MHz en.

Il existe un certain nombre de sondes différentes selon leurs capacités et la façon dont les bobines d'excitation/détection sont organisées :
- DUAL : une sonde dite DUAL est en général une sonde permettant la détection d'un noyau X (le plus souvent le 13C) avec des bobines de découplage du proton à l'extérieur ;
- BB (Broad Band, large bande) : les sondes BB peuvent être utilisées pour presque tous les noyaux X. On retrouve souvent, pour ce type de sondes, des codes différents :
  - BBI : « I » signifie une détection « inverse », c'est-à-dire que les bobines proton sont à l'intérieur (au plus proche de l'échantillon) tandis que les bobines X sont à l'extérieur. Ce type de sondes est optimisé pour les séquences d'impulsions dites en détection inverse ;
  - BBO : « O », pour observe, indique que les bobines X sont les plus proches de l'échantillon et les bobines proton à l'extérieur.
- gr : « gr » signifie gradient. Il s'agit de la capacité d'une sonde à générer un « gradient de champ » selon l'axe z. Ceci est d'une importance capitale dans les expériences modernes de RMN de corrélation.

#### Excitation et détection
Les bobines d'excitation sont parcourues par des courants de 1-2 kV (2-5 kV en RMN du solide) tandis que les bobines de détection détectent des signaux de quelques µV, soit un rapport de l'ordre de un pour un milliard. Il est donc indispensable de protéger les circuits de détection pendant l'excitation, par exemple en les mettant à la terre. Les séquences d'impulsions intègrent toutes un délai entre la fin de l'excitation et le début de l'acquisition afin de permettre la dissipation de l'énergie résiduelle et de reconnecter les bobines de détection.

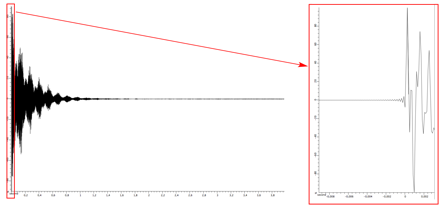
Zoom sur le début d'une FID

On imagine souvent que ce genre d'interrupteur électronique est quasi instantané mais c'est loin d'être le cas. En outre, pour du matériel aussi onéreux, il est préférable d'assurer sa longévité. Aussi, l'activation des bobines de détection prend environ 10 ms. On peut observer ce phénomène au tout début d'une FID : si l'on considère la totalité de la FID, il semble que le signal maximum se trouve au tout début de la FID mais si l'on effectue un zoom sur cette zone, on voit tout de suite qu'une onde de haute fréquence augmente exponentiellement avant la vraie FID.
Dans l'exemple ci-contre, le zoom sur la première partie de la FID montre l'activation des bobines de détection immédiatement suivie de la FID. On peut noter que le logiciel de traitement a automatiquement détecté le début de la vraie FID en ajustant l'axe des abscisses pour que 0,0 corresponde au début de la FID. Ceci est très important pour effectuer une transformée de Fourier discrète car les points précédant le début de la FID ne doivent pas être inclus dans la transformée de Fourier discrète.

#### Accord de la sonde
Chaque bobine de la sonde a une certaine impédance. Dans le cas de la RMN, le champ magnétique B0 est fixe mais varie lentement avec le temps, ce qui fait qu'il n'est pas possible de régler l'impédance a priori. Chaque sonde possède donc un moyen d'ajuster avec précision l'impédance des bobines pour chaque noyau. C'est ce que l'on appelle accorder la sonde.

##### Puissance incidente vs puissance réfléchie
Dans son principe, une sonde agit comme une antenne puisqu'elle émet et reçoit des radiofréquences. Dans le cas idéal, l'impédance de l'antenne correspond à celle de l'amplificateur et la puissance incidente (reçue par l'antenne) est maximale. Dans le cas contraire, l'antenne réfléchit une partie de la puissance, c'est la puissance réfléchie. Voir Rapport d'ondes stationnaires.
Dans les faits, l'énergie n'est pas réellement émise par l'amplificateur puis renvoyée par l'antenne, comme un écho. Dans la mesure du possible, l'amplificateur va s'adapter pour fournir la puissance demandée en compensant la perte de puissance par exemple en augmentant le voltage. Néanmoins, si la puissance réfléchie devient trop importante, on peut aller au-delà des capacités physiques de l'amplificateur ou des bobines de la sonde : échauffement, arcs électriques (voir Arcage de la sonde, ci-dessous), détérioration voire destruction de certains composants.

#### Arcagede la sonde
L'excitation d'un noyau peut nécessiter une puissance de 100 à 1 000 W, ce qui correspond à plusieurs kilovolts dans les bobines. Un tel voltage peut créer, dans certaines circonstances, un arc électrique entre la bobine et une autre partie de la sonde. En électronique, on parle de claquage mais dans le cas particulier des sondes de RMN, on utilise l'anglicisme arcage (de l'anglais to arc, former un arc électrique) pour décrire ce phénomène. Il n'est pas nécessaire d'insister sur les dommages irréversibles que peuvent entraîner des arcages répétés, surtout lorsqu'ils sont longs (quelques dizaines de millisecondes).
Les bobines BB (BroadBand soit large spectre ou canal X) sont généralement optimisées pour les noyaux les plus courants, notamment 13C, 15N, 31P. En revanche, il n'est pas forcément possible d'utiliser la pleine puissance du canal X sur tous les noyaux à cause de ce phénomène. On doit donc diminuer l'intensité de l'impulsion, ce qui en augmente la durée et ce qui ne permet d'exciter qu'une plus petite gamme spectrale.

#### Exemple d'une sonde DUAL19F/1H

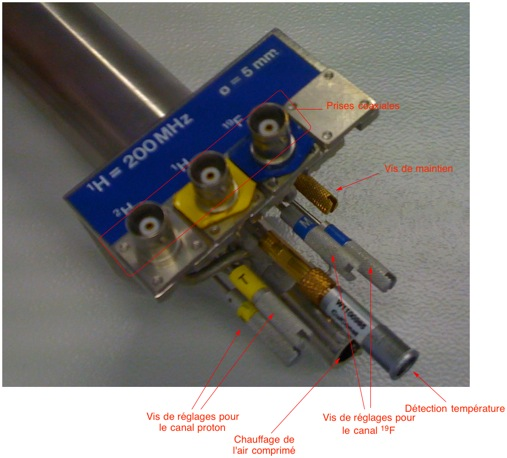
Description des entrées/sorties d'une sonde DUAL ^{19}F/^{1}H 200 MHz.

Ci-contre se trouve une photo d'une sonde DUAL 19F/1H. On distingue :
- l'étiquette bleue indiquant :
  - pour quel spectromètre cette sonde a été fabriquée (ici un 200 MHz), d'où l'indication 1H = 200 MHz en haut à gauche ;
  - le diamètre des tubes (ø = 5 mm, en haut à droite), soit 5 mm ;
  - au-dessus de chaque prise coaxiale, le canal associé soit, de gauche à droite, 2H, 1H et 19F.

En-dessous de la sonde, on distingue :
- les vis d'accord de la sonde. La couleur des bagues autour de chaque vis correspond à la couleur autour de la prise coaxiale pour un noyau donné. Ici, le jaune pour le proton et le bleu pour le fluor 19 :
  - les bagues portent la mention « M » pour matching ou « T » pour tuning ;
- une prise de détection de la température ;
- une entrée, plus large, pour introduire une résistance (thermocouple) permettant de chauffer l'air introduit dans la sonde ;
- une vis de maintien pour fixer la sonde ;
- une entrée d'air comprimé (non-visible) sous forme d'un rodage hémisphérique.

### L'électronique

#### Le préamplificateur

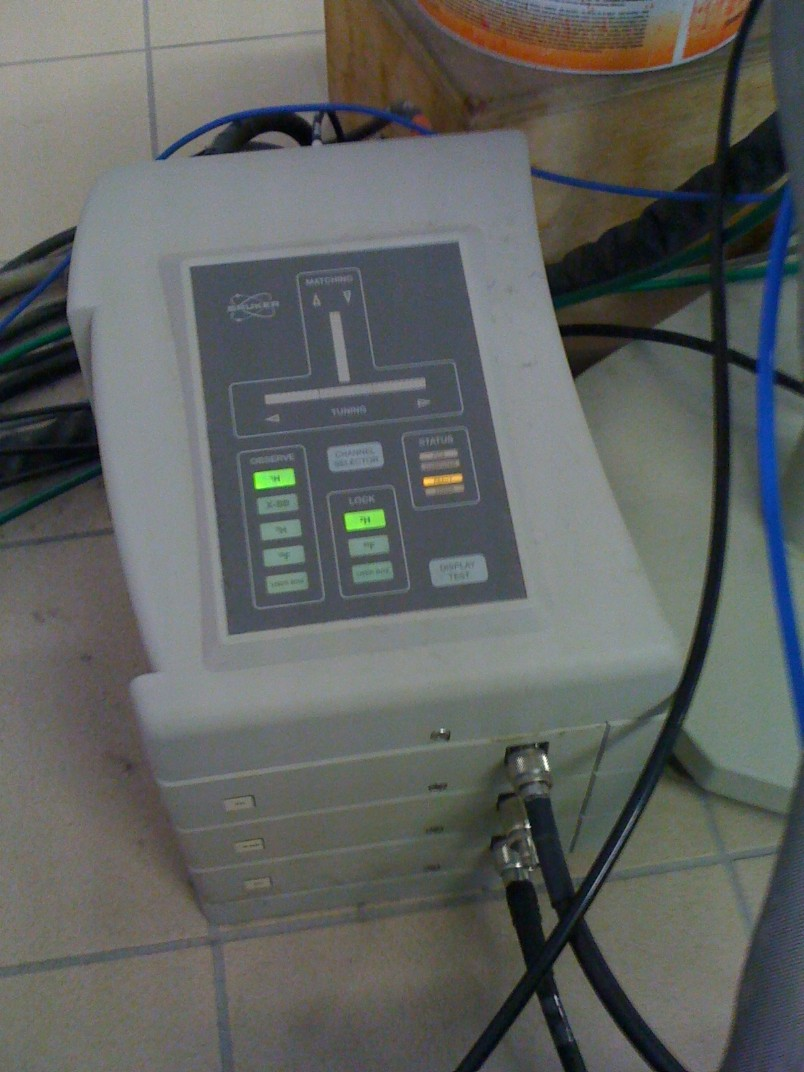
Préampli en 3 canaux.

Les différents canaux de la sonde sont reliés à un préamplificateur généralement posé à côté du spectromètre. Ceci est dû au fait que la sonde détecte des courants de l'ordre du µV et que la ligne des 5 gauss oblige(ait) à placer l'armoire électronique loin de l'aimant. Pour éviter la perte de signal et l'accumulation de parasites, on minimise(ait) la distance entre la sonde et le préamplificateur. Avec les aimants ultra-blindés, l'armoire électronique peut se trouver à 1 m de l'aimant et certaines consoles récentes intègrent le préamplificateur.
Chaque partie du préamplificateur est optimisée pour un certain noyau (par exemple 1H, 2H, 19F) ou groupe de noyaux (noté X).
Selon la sonde et les expériences menées, on ajoute aux câbles reliant la sonde au préamplificateur de petits boitiers servant de filtre pour exclure certaines fréquences. Par exemple, le proton et le fluor 19 ont des fréquences de résonance très proches. Afin de pouvoir détecter le signal du fluor 19 correctement, il est indispensable d'ajouter un filtre pour supprimer les fréquences proton, et vice-versa.

#### L'armoire électronique (console)
La dite armoire électronique, aussi appelée la console, est une armoire métallique, ventilée et protégée des parasites électromagnétiques d'environ 1-1,3 m de hauteur et qui contient toute l'électronique permettant de contrôler la sonde : excitation, détection, conversion analogique/numérique, température, contrôle de la pression d'air comprimé, etc. Elle communique avec l'ordinateur en général via une connexion Ethernet.

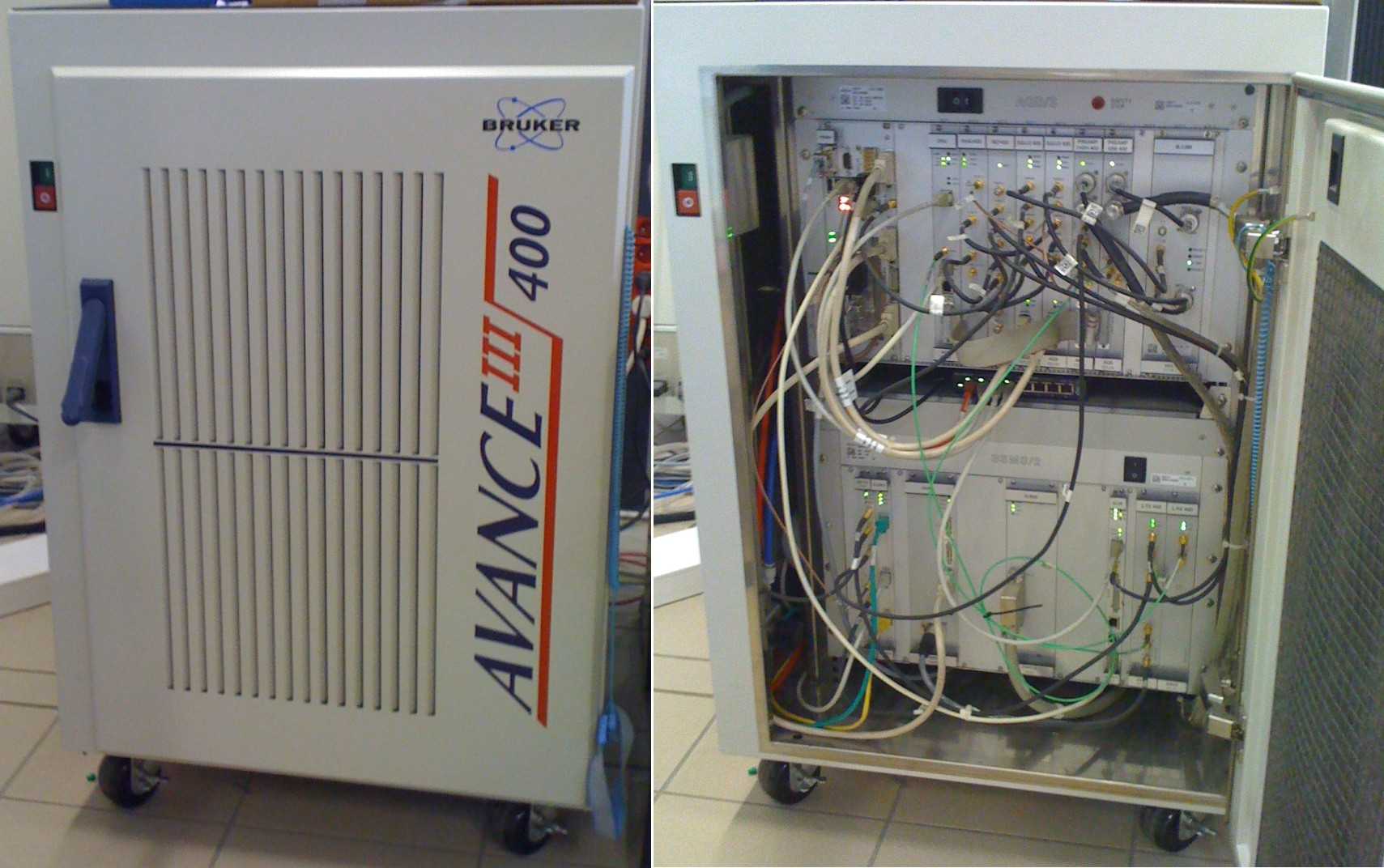
Armoire électronique d'un Bruker Avance III 400 MHz.
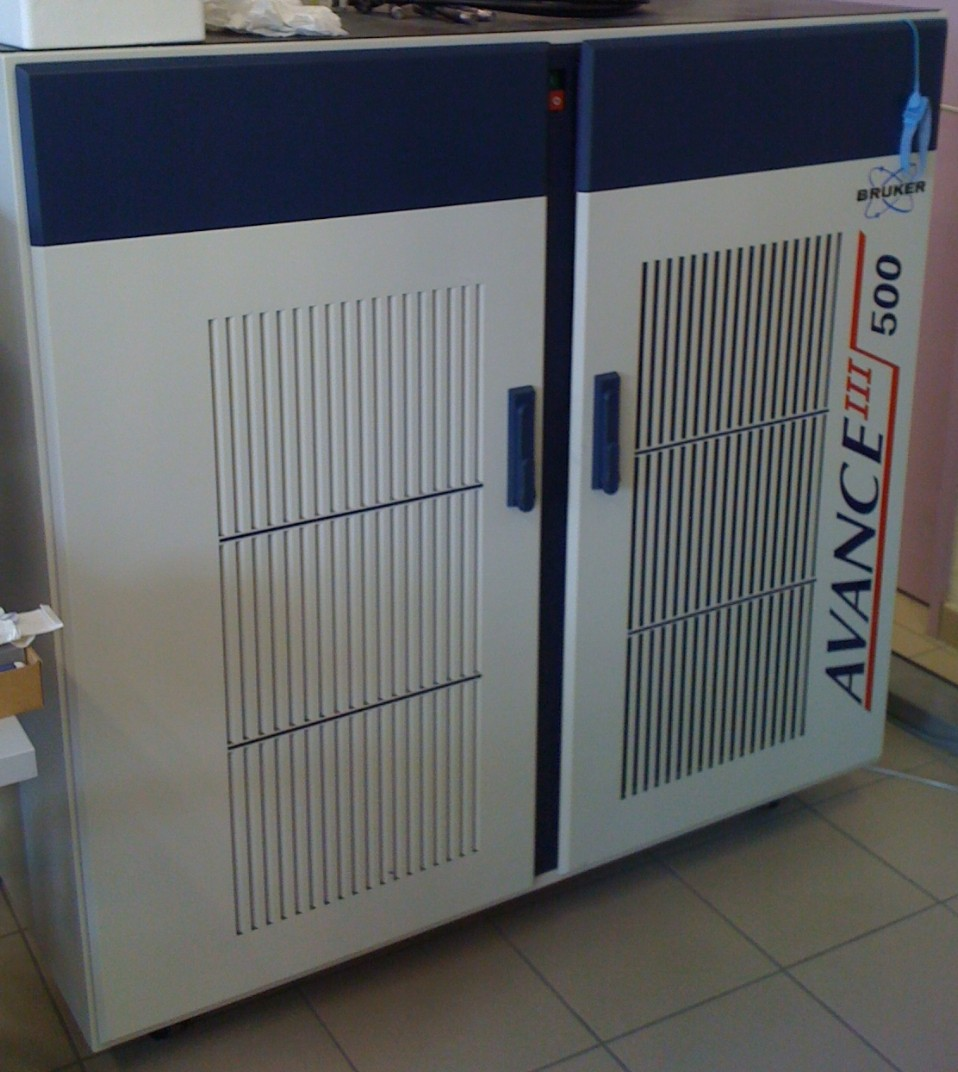
Autre armoire (Bruker Avance III 500 MHz).

## L'ordinateur
L'ordinateur est aujourd'hui le point initial et final de la transmission de l'information, ce qui n'était pas le cas dans les années 1990. L'ordinateur contrôle l'armoire électronique et reçoit les informations provenant de la sonde à travers toute l'électronique utilisée. Il centralise tout, y compris l'utilisation d'un passeur d'échantillons.

## Installation
L'installation d'un spectromètre RMN est loin d'être une chose aisée : elle peut coûter à elle seule plusieurs centaines de milliers d'euros et durer 10-15 jours. À ceci s'ajoutent des frais liés à la mise en conformité de la salle dans laquelle le spectromètre va être installé.
Le transport d'un aimant tel un 950 MHz est loin d'être aisé. D'autre part, il faut trouver un point d'accès pour pouvoir faire entrer le spectromètre dans la salle, ce qui justifie le fait que le vendeur inspecte avec soin les lieux avant d'effectuer la livraison.

### Sol et air climatisé
Le sol doit être capable de supporter le poids du spectromètre. Un vieux carrelage qui commence à s'effriter doit être enlevé et remplacé avant l'installation. D'autre part, les spectromètres et leur console sont prévus pour fonctionner dans une pièce à 21-22 °C. Ceci requiert d'installer une climatisation très puissante et homogène.
Pour de très gros spectromètres, il est nécessaire que le toit puisse s'ouvrir afin d'installer le spectromètre à l'aide d'une grue.

### Installation illustrée
Voici l'exemple en images de l'installation d'un spectromètre Bruker 400 MHz UltraShield au Service Commun d'Analyse des équipes de recherche de la Faculté de pharmacie de Strasbourg (en fait située à Illkirch-Graffenstaden). Il ne s'agit que d'un exemple, puisque chaque installation est unique.
1. Premier jour : installation et mise en équilibre de l'aimant. Ce dernier a besoin d'être correctement positionné par rapport au sol. On règle donc les amortisseurs pour que le canon de shim soit bien vertical. Il s'agit également de placer le haut des bobines de l'aimant supraconducteur à l'horizontale pour ajuster le niveau d'hélium liquide.
2. Avant de pouvoir charger l'aimant supraconducteur, il faut impérativement l'amener à une température permettant la supraconduction. Pour ce faire, il faut remplir le Dewar externe d'azote liquide (très bon marché) puis remplir le Dewar interne, contenant l'aimant, avec de l'hélium liquide (beaucoup plus cher parce que plus rare dans l'atmosphère). Il faut compter au moins 1-2 jours pour effectuer cette opération.
  1. Deuxième jour : mise sous vide des Dewars d'hélium et d'azote. Lorsque l'on remplit un récipient, notamment lorsqu'il est plein d'électronique, avec un liquide cryogénique, on va créer des bulles de gaz partout dans le système. Pour un aimant supraconducteur, cela peut mener au guenchage de l'aimant (ci-dessus), une situation qui peut être critique. Pour cette raison, il est préférable de faire le vide dans les vases Dewar du spectromètre avant d'injecter l'azote ou l'hélium liquide.
  2. Troisième jour : purge des vases Dewar par de l'azote liquide.
3. Quatrième jour : remplissage du vase d'hélium (pas de photo).
4. Cinquième jour : connexion de la console (pas de photo).
5. Sixième jour : chargement de l'aimant (montée en champ). Une fois l'aimant à température cryogénique, un chargeur dédié est utilisé pour charger l'aimant supraconducteur : cette étape est appelée la « montée en champ ». On plonge dans le Dewar d'hélium liquide une canne qui se connecte à l'aimant. Pour un aimant à 400 MHz, ce chargeur délivre un courant de 105 A[3]. Le chargement de l'aimant est une phase critique pendant laquelle on peut observer un quenchage de l'aimant (voir ci-dessus). C'est d'ailleurs ce qui s'est passé dans cet exemple.
6. Septième jour : nouvel essai de montée en champ.
7. Dixième au douzième jour : mise en place du passeur d'échantillons. Ce dernier fonctionne au millimètre près, il faut donc l'installer avec soin.

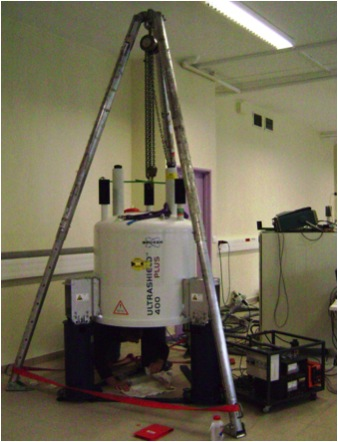
1er jour : installation et mise en équilibre de l'aimant.
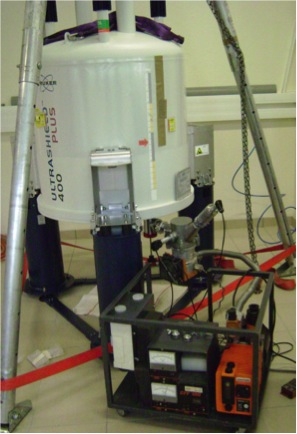
2e jour : mise sous vide des vases Dewar (azote et hélium)[4].
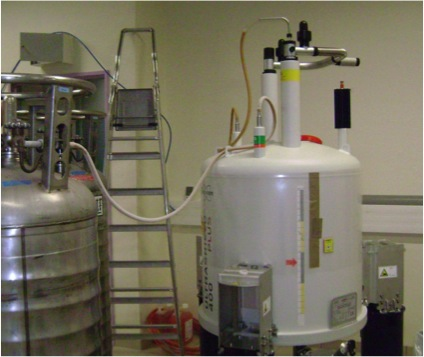
3e jour : purge des vases Dewar avec de l'azote liquide. Les cheminées les plus hautes concernent l'hélium, les plus petites, l'azote.
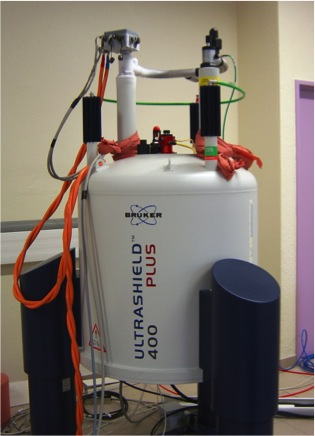
6e jour : la canne de chargement a été introduite dans le Dewar d'hélium liquide[5].
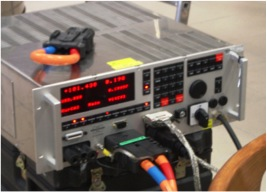
6e jour : le chargeur.
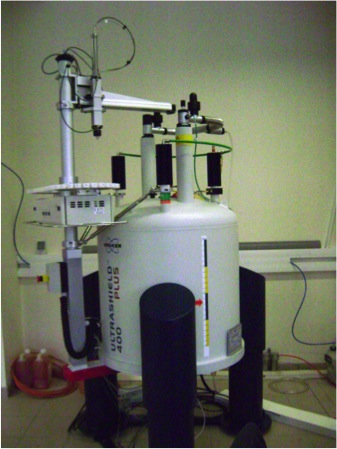
10-12e jours : installation du passeur d'échantillons au millimètre près.

### Après la montée en champ
Une fois la montée en champ effectuée, on procède notamment à l'étalonnage des impulsions pour les différents noyaux et les différentes sondes, ainsi qu'à l'étalonnage des gradients de champ pour les sondes « gr ».